# Fravashi

Farvahar, är en av de främsta symbolerna för zoroastrismen och tros föreställa en fravashi (skyddande ande).

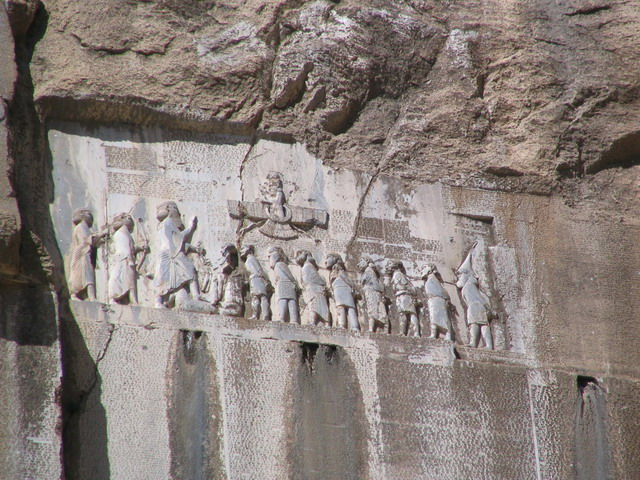
Farvahar överst i Bisutuns inskription, Iran

Fravashi (persiska: فروشی), även farvahar eller foruhar, är inom zoroastrismen namnet på Guds väsen eller essens som finns i allt och som ständigt förnyar tillvaron. Vissa forskare brukar beteckna det som varje individs gudomliga ande eller skyddsande. Fravashi manifesterar Ahura Mazdas gudomliga energi eller kraft och hjälper och skyddar människor och andra skapelser. 
Av religionsvetare har fravashi tidigare betecknats som andar eller änglar men klassificeras numera som Ahura Mazdas "emanation". Någon motsägelse mellan dessa olika benämningar behöver dock inte råda, utifrån ett esoteriskt synsätt.
Fravashi är en av zoroastrismens mest centrala symboler och gestaltas i illustrationer och inskriptioner som en bevingad skiva. Som sådan kallas den farvahar.
Man firar sina dödas själar under högtiden Farvardegan (avestiska: Frawardin) som motsvarar dagens Eldfesten.